# Prost AP01
El Prost AP01 fue el coche con el que el equipo Prost compitió en la temporada 1998 de Fórmula 1. Lo conducían el francés Olivier Panis, que estaba en su quinta temporada con el equipo (incluido su tiempo como Ligier), y el italiano Jarno Trulli, que estaba en su primera temporada completa con Prost después de sustituir al lesionado Panis durante varias carreras en 1997.
El AP01 fue el primer automóvil Prost en utilizar el acuerdo de fábrica con motor Peugeot V10 que comenzó en la temporada 1998 y, por lo tanto, obtuvo el apoyo directo de fábrica de Peugeot.

## Historia
Tras los buenos resultados de la temporada anterior, 1998 fue un desastre para Prost. La principal debilidad del AP01 era su caja de cambios: era poco fiable y pesada, lo que impedía al equipo terminar las carreras, alteraba el equilibrio del coche y hacía que el equipo no pudiera optimizar la posición de su lastre, como podían hacer muchos de sus rivales. Fue Jarno Trulli quien identificó por primera vez los problemas de equilibrio en la parte trasera del coche. El AP01 tuvo una revisión importante antes del Gran Premio de Canadá, y la suspensión trasera fue completamente revisada. El equipo también llegó a la temporada por un estrecho margen después de que el chasis no pasara la prueba de choque obligatoria de la FIA tres veces.

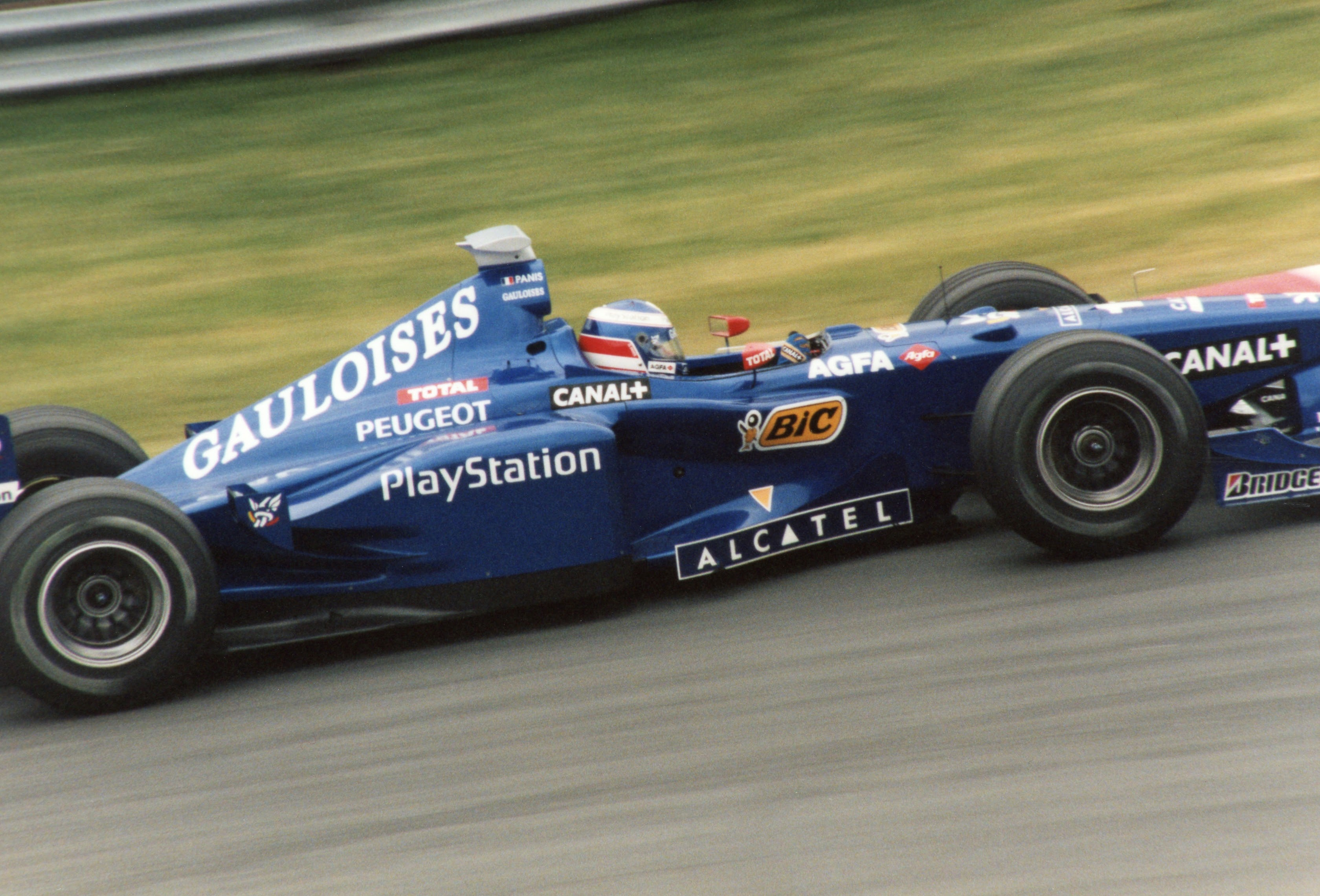
El Prost AP01 manejado por Olivier Panis en el Gran Premio de Canadá de 1998.

Con estos problemas aliados al traslado de la fábrica del equipo más cerca de París, el año se convirtió en un ejercicio de limitación de daños. Se anotó un solo punto por el sexto lugar en el caótico Gran Premio de Bélgica de 1998, lo que le dio a Prost el noveno lugar en el Campeonato de Constructores. Sólo 8 coches terminaron la carrera belga y los dos coches detrás de Trulli pasaron tanto tiempo en boxes siendo reparados que sus pilotos pudieron salir del coche durante algún tiempo. En las últimas 6 vueltas, Trulli perdió una vuelta entera frente a los primeros por problemas de motor, pero aun así logró terminar.
En las primeras carreras se utilizaron X-wings, pero fueron prohibidos después del Gran Premio de San Marino.

## Prost AP01B
El coche AP01B modificado recibió una nueva caja de cambios, un motor reacondicionado y se redujo el peso del eje trasero. El nuevo coche probado por Panis y Trulli en Magny-Cours y Barcelona en octubre. Trulli apareció por primera vez en los entrenamientos libres y en la clasificación en Japón. El italiano no consiguió un coche nuevo porque fuera el piloto favorito del equipo, sino porque un sorteo decidió a favor de Trulli. En la clasificación, Trulli sólo pudo terminar 14º y luego pidió permiso a la dirección del equipo para volver al antiguo AP01, lo cual le fue denegado. En el calentamiento, el coche quedó tan dañado tras el accidente que no estaba preparado para la carrera.

## Patrocinio y livery
El color base del AP01 era el tradicional azul oscuro con detalles en blanco y negro en el alerón delantero y trasero. El patrocinador principal del equipo era la marca de cigarrillos francesa Gauloises, con espacios publicitarios en el alerón trasero, la caja de aire y el alerón delantero. En la parte trasera del alerón trasero estaba la marca del proveedor de neumáticos Bridgestone sobre un fondo blanco. El grupo japonés de electrónica Sony anunciaba su consola de juegos PlayStation en las cajas laterales, con los nombres del fabricante de motores Peugeot y del proveedor de combustible Total directamente encima. Otros patrocinadores fueron 3M, Alcatel, BIC Group y Canal+.
Prost utilizó los logotipos de 'Gauloises', excepto en los Grandes Premios de Francia, Gran Bretaña y Alemania. Para las carreras con prohibición de publicidad de tabaco, el logotipo fue reemplazado por guiones blancos.

## Resultados

### Fórmula 1
(Clave) (negrita indica pole position) (cursiva indica vuelta rápida)

| Año     | Motor       | Neu. | N.º | Pilotos       | 1   | 2   | 3   | 4   | 5   | 6   | 7   | 8   | 9   | 10  | 11  | 12  | 13  | 14  | 15  | 16  | Puntos | Pos. |
| ------- | ----------- | ---- | --- | ------------- | --- | --- | --- | --- | --- | --- | --- | --- | --- | --- | --- | --- | --- | --- | --- | --- | ------ | ---- |
| 1998    | Peugeot V10 | B    |     |               | AUS | BRA | ARG | SMR | ESP | MON | CAN | FRA | GBR | AUT | GER | HUN | BEL | ITA | LUX | JPN | 1      | 9.º  |
| 1998    | Peugeot V10 | B    | 11  | Olivier Panis | 9   | Ret | 15  | 11  | 16  | Ret | Ret | 11  | Ret | Ret | 15  | 12  | DNS | Ret | 12  | 11  | 1      | 9.º  |
| 1998    | Peugeot V10 | B    | 12  | Jarno Trulli  | Ret | Ret | 11  | Ret | 9   | Ret | Ret | Ret | Ret | 10  | 12  | Ret | 6   | 13  | Ret | 12  | 1      | 9.º  |
| Fuente: |             |      |     |               |     |     |     |     |     |     |     |     |     |     |     |     |     |     |     |     |        |      |